# Абазов, Ислам Заурбекович
Исла́м Заурбе́кович Аба́зов (род. 26 декабря 1989) — российский самбист, чемпион и призёр чемпионатов России и мира боевому самбо, обладатель Кубков России и мира, мастер спорта России. Выступал во второй средней (до 90 кг) и полутяжёлой (до 100 кг) весовых категориях. Тренировался под руководством Арамбия Хапая, Хамида Хапая и С. Ошхунова.

## Спортивные достижения
- Чемпионат России по боевому самбо 2010 года — ;
- Чемпионат России по боевому самбо 2011 года — ;
- Кубок России по боевому самбо 2014 года — [1];
- Чемпионат России по боевому самбо 2016 года — ;